# Mantineja
Mantineja ((grč.) Μαντίνεια, poznata i kao Antigonia - Αντιγόνεια) bio je grad u staroj Arkadiji u središtu Peloponeza, poznat kao mjesto gdje su se u odigrale dvije značajne bitke u klasičnom periodu grčke povijesti. Danas pod tim imenom postoji općina u današnjoj prefekturi Arkadija u Grčkoj, kojoj je sjedište mjesto Nestani (778 st. god. 2001). Nalazi se u sjeveroistočnom dijelu prefekture. Općina ima površinu od 205.393 km² te 3.510 stanovnika. Osim Nestanija najveća naselja su Artemísi (654), Loukás (653) i Kápsas (505).
Prva bitka kod Mantineje godine 418. pr. Kr. je bila najveća kopnena bitka peloponeskog rata u kojoj je Sparta teško porazila Atenu. Poslije korintskog rata Mantineja je bila razrušena od strane Sparte 385. pr. Kr., da bi je lokalno stanovništvo obnovilo 370. pr. Kr. poslije spartanskog poraza kod Leuktre 371. pr. Kr. Godine 362. pr. Kr. se odigrala druga bitka kod Mantineje u kojoj su Atena i Sparta zajednički doprinijeli kraju tebanske prevlasti. Makedonski kralj Antigon III Doson je gradu promijenio ime u Antigonija; prvotno ime mu je kasnije vratio Hadrijan.

## Zajednica
- Artemisi (pop: 654)
- Kapsas/Kapsia (pop: 505)
- Louka (pop: 653)
  - Milia (pop: 73)
- Nestani (pop: 778)
  - Manastir Gorgoepikoos (pop: 5)
  - Milea (pop: 237)
- Pikerni (pop: 192)
- Sagka (pop: 241)
- Simiades (pop: 172)
  - Neos Kardaros (napušten)

## Stanovništvo
| Godina | Stanovništvo općine | Promjena    |
| ------ | ------------------- | ----------- |
| 1981   | -                   | -           |
| 1991   | 3.628               | -           |
| 2001   | 3.510               | -118/-3,25% |

## Povezani clanci
- Zajednice Arkadije

## Vanjske poveznice
- Official website  Arhivirana inačica izvorne stranice od 16. svibnja 2011. (Wayback Machine) (engl.) (grč.)